# Suối Kiết
Suối Kiết là một xã thuộc huyện Tánh Linh, tỉnh Bình Thuận, Việt Nam.
Xã Suối Kiết có diện tích 219,87 km², dân số năm 2015 là 5675 người; mật độ dân số đạt 35 người/km².

## Kinh tế
Kinh tế chủ yếu là Nông nghiệp, diện tích cao su chiếm 70% diện tích đất. Ngoai ra con có mì, bắp, điều, đậu, thanh long, xoài, bưởi, quý, tre,... Diện tích rừng hiện tai chiếm tỷ lệ rất lớn. Nơi đây cũng tập trung gần 20 doanh nghiệp trồng va khai thác rừng lớn, nhỏ